# Campeonato de Portugal 1937
Il Campeonato de Portugal 1937 fu la sedicesima edizione del Campeonato de Portugal, torneo antenato della Coppa di Portogallo. Il Porto si aggiudicò il suo quarto titolo nella manifestazione vincendo 3-2 in finale contro i campioni in carica dello Sporting Lisbona.

## Partecipanti
- Algarve:  Olhanense
- Coimbra:  Académica
- Leiria:  Marinhense
- Lisbona:  Benfica  União de Lisbona  Sporting Lisbona  Carcavelinhos FC  Belenenses
- Madera:  Marítimo
- Porto:  Porto  Boavista  Académico  Leixões
- Setúbal:  Vitória Setúbal  Barreirense

## Primo Turno
|                  | Risultato |                  | Andata | Ritorno |  |
| ---------------- | --------- | ---------------- | ------ | ------- |  |
| Sporting Lisbona | 13 - 4    | Olhanense        | 7 - 2  | 6 - 2   |  |
| Benfica          | 2 - 0     | Barreirense      | 1 - 0  | 1 - 0   |  |
| Porto            | 10 - 1    | Leixões          | 5 - 1  | 5 - 0   |  |
| Belenenses       | 11 - 3    | União de Lisbona | 7 - 1  | 4 - 2   |  |
| Académico        | 2 - 4     | Vitória Setúbal  | 1 - 0  | 1 - 4   |  |
| Académica        | 5 - 3     | Boavista         | 4 - 1  | 1 - 2   |  |
| Marinhense       | 5 - 8     | Carcavelinhos FC | 4 - 2  | 1 - 6   |  |

## Quarti di finale
|                  | Risultato |                  | Andata | Ritorno |  |
| ---------------- | --------- | ---------------- | ------ | ------- |  |
| Vitória Setúbal  | 2 - 11    | Belenenses       | 2 - 1  | 0 - 10  |  |
| Sporting Lisbona | 6 - 1     | Carcavelinhos FC | 3 - 0  | 3 - 1   |  |
| Marítimo         | 2 - 6     | Benfica          | 2 - 3  | 0 - 3   |  |
| Académica        | 3 - 11    | Porto            | 2 - 5  | 1 - 6   |  |

## Semifinali
|            | Risultato |                  | Andata | Ritorno |  |
| ---------- | --------- | ---------------- | ------ | ------- |  |
| Benfica    | 5 - 6     | Sporting Lisbona | 3 - 2  | 2 - 4   |  |
| Belenenses | 1 - 4     | Porto            | 1 - 0  | 0 - 4   |  |

## Finale
| Arbitro: | Santos Palma |

|                                                        |           |                         |
| Lopes Carneiro 8’ Carlos Nunes 60’ Vianinha 76’ (rig.) | Marcatori | 32’ Nogueira 80’ Pireza |